# 71 Batalion Saperów (1939)
71 batalion saperów (71 bsap) – pododdział saperów Wojska Polskiego II RP.
Batalion nie występował w pokojowej organizacji wojska. Został sformowany w 1939 przez 1 batalion saperów Legionów z Modlina.

## Działania bojowe
Mobilizacja
71 batalion saperów został sformowany, zgodnie z planem mobilizacyjnym „W”, w pierwszej dekadzie września 1939 roku, w Twierdzy Modlin, w II rzucie mobilizacji powszechnej. Jednostką mobilizującą był 1 batalion saperów Legionów. Batalion był organiczną jednostką saperów 44 Dywizji Piechoty. Mobilizacja batalionu odbyła się w rejonie Starego i Nowego Modlina i Bronisławki. Z uwagi na szybkie zbliżanie się wojsk niemieckich, nastąpił niedobór koni, zabrakło 30% stanu, szczególnie w kolumnie pontonowej. Mobilizację zakończył 7 września. 
Działania bojowe
W kampanii wrześniowej 1939 roku batalion wziął udział w obronie Warszawy. Wobec zbliżania się wojsk niemieckich do Warszawy zapadła decyzja wzmocnienia jej obrony przez 71 batalion saperów. Być może nie do końca zmobilizowany batalion, 7 września został skierowany z Modlina do Warszawy, na odcinek WARSZAWA -ZACHÓD. Znajdował się tam w dyspozycji dowództwa odcinka, przy czym jego 1 kompania działała na pododcinku „Południowym“. 16 września 71 batalion saperów liczył 16 oficerów, 7 podoficerów zawodowych, 362 szeregowych, 126 koni i 2 samochody osobowe. 23 września dowództwo Odcinka WARSZAWA-ZACHÓD skierowało na środkowy odcinek 71 batalion saperów wzmocniony 300 robotnikami cywilnymi z zadaniem budowy rowów przeciwpancernych przed frontem pierwszorzutowych oddziałów piechoty, wzmocnienia zasieków drutowych w rejonie Czystego i Ochoty oraz oczyszczenie przedpola odcinka z przeszkód ograniczających pole ostrzału i obserwacji. To wszystko co wiadomo o działaniach 71 bsap.

## Obsada personalna batalionu
- dowódca batalionu – kpt. Stefan Zakrzewski
- zastępca dowódcy – ?
- dowódca 1 kompanii saperów – por. Zygmunt Konrad Sałaciński[3]
- dowódca plutonu  – ppor. rez. inż. Stanisław Doruchowski
- dowódca 2 kompanii saperów – ?
- dowódca plutonu  – ppor. Tadeusz Czarnecki
- dowódca kolumny saperskiej – ?